# Устиново (Чернушинский район)
Устиново — деревня в Чернушинском районе Пермского края. Входит в состав Етышинского сельского поселения.
Находится примерно в 16 км к югу от центра города Чернушки.

## Население
В 2005 году численность населения составляла 142 человека.
По результатам переписи 2010 года численность населения составила 141 человек, в том числе 65 мужчин и 76 женщин.